# پرخوری عصبی
پرخوری عصبی یا بولیمیا (به انگلیسی: bulimia nervosa) یک اختلال خوردن است که با پرخوری و به دنبال آن پاکسازی یا روزه گرفتن، و نگرانی بیش از حد در مورد شکل و وزن بدن مشخص می‌شود. هدف این فعالیت دفع کالری دریافتی از مرحله پرخوری فرایند است. پرخوری به خوردن مقدار زیادی غذا در مدت زمان کوتاه و پاکسازی به تلاش برای خلاصی از غذای مصرف شده اشاره دارد. عمل جلوگیری از کاهش وزن ممکن است با استفراغ یا مصرف ملین انجام شود.
سایر تلاش‌ها برای کاهش وزن ممکن است شامل استفاده از ادرارآورها، محرک‌ها، روزه‌داری با آب یا ورزش زیاد باشد. اکثر افراد مبتلا به بولیمیا وزن طبیعی دارند. اجبار استفراغ ممکن است منجر به ضخیم شدن پوست روی بند انگشتان، پوسیدگی دندان‌ها و تأثیراتی بر میزان متابولیسم و دریافت کالری گردد که باعث اختلال عملکرد تیروئید می‌شود. پرخوری عصبی اغلب با سایر اختلالات روانی مانند افسردگی، اضطراب، اختلال شخصیت مرزی، اختلال دوقطبی و مشکلات مربوط به مواد مخدر یا الکل همراه و خطر خودکشی و خودآزاری نیز نسبت به افراد طبیعی در این افراد بالاتر است.
پرخوری عصبی بیشتر در بین کسانی که خویشاوند نزدیک با این بیماری دارند شایع است. درصدی از خطر که به علت ژنتیک تخمین زده می‌شود بین ۳۰ تا ۸۰ درصد است. زندگی در فرهنگی که باعث رژیم گرفتن می‌شود و داشتن والدینی که نگران وزن هستند نیز از خطرات آن است. از دیگر عوامل خطر این بیماری می‌توان به استرس روانی، فشار فرهنگی برای دستیابی به نوع بدنی خاص، عزت نفس ضعیف و چاقی اشاره کرد.
درمان شناختی رفتاری، درمان اصلی بیماری پرخوری به‌شمار می‌رود. داروهای ضد افسردگی مهارکننده انتخابی بازجذب سروتونین (SSRI) یا ضد افسردگی سه حلقه ای ممکن است یک مزیت نسبی برای درمان بیماری به همراه داشته باشد. در حالی که نتایج درمانی افراد مبتلا به پرخوری عصبی به‌طور معمول بهتر از افراد مبتلا به بی‌اشتهایی است، خطر مرگ در بین افراد مبتلا به پرخوری عصبی بیشتر از جمعیت عمومی است.

## مشخصات
نوعی اختلال خوردن به‌شمار می‌رود که در این بیماری فرد ابتدا مقدار زیادی غذا می‌خورد و سپس با ایجاد استفراغ عمدی یا مصرف ملین یا مدر می‌کوشد از افزایش وزن خود جلوگیری کند. شیوع این بیماری در زنان جوان بیشتر است. پرخوری به خوردن مقدار زیادی غذا در مدت زمان کوتاه گفته می‌شود. پاکسازی به تلاش برای از بین بردن غذای مصرفی اشاره دارد. این کار ممکن است با استفراغ یا مصرف ملین انجام شود. تشخیص این بیماری براساس سابقه پزشکی فرد است. با این حال، تشخیص گذاری دشوار است، زیرا افراد معمولاً در مورد عادت‌های پرخوری و پاکسازی پنهانی عمل می‌کنند. به‌علاوه، تشخیص بی اشتهایی عصبی نسبت به پرخوری عصبی برتری دارد. سایر اختلالات مشابه شامل اختلال پرخوری، سندرم کلاین-لوین و اختلال شخصیت مرزی است. در ۱۰ سال پس از دریافت درمان، حدود ۵۰٪ از افراد کاملاً بهبود می‌یابند.
بولیمیا در زنان حدود ۹ برابر بیشتر از مردان اتفاق می‌افتد. در میان زنان، بالاترین میزان در بزرگسالان جوان است. بولیمیا توسط جرالد راسل روان‌پزشک انگلیسی در سال ۱۹۷۹ نامگذاری و توصیف شد

## علائم و نشانه‌ها
پرخوری عصبی معمولاً شامل غذا خوردن سریع و خارج از کنترل است که ممکن است توسط فرد دیگر یا با ایجاد درد معده در اثر افزایش بیش از حدحجم معده، و به دنبال آن ایجاد استفراغ توسط خود یا سایر اشکال تصفیه، متوقف شود. این چرخه ممکن است چندین بار در هفته یا در موارد جدی تر، چندین بار در روز تکرار شود و مستقیماً باعث شود:

## عواقب و پیش‌آگهی
پرخوری عصبی معمولاً شامل غذا خوردن سریع و خارج از کنترل است که ممکن است توسط فرد دیگر یا با ایجاد درد معده در اثر افزایش بیش از حدحجم معده، و به دنبال آن ایجاد استفراغ توسط خود یا سایر اشکال تصفیه، متوقف شود. این چرخه ممکن است چندین بار در هفته یا در موارد جدی تر، چندین بار در روز تکرار شود و مستقیماً باعث شود:
- رفلاکس مزمن معده بعد از غذا خوردن، ثانویه به استفراغ
- کم‌آبی و هیپوکالمی به دلیل از دست دادن پتاسیم کلیه در حضور آلکالوز و استفراغ مکرر
- عدم تعادل الکترولیت‌ها، که می‌تواند منجر به ریتم غیرطبیعی قلب، ایست قلبی و حتی مرگ شود
- ازوفاژیت، یا التهاب مری
- پارگی مالوری-ویس
- سندرم بورهاو، پارگی دیواره مری به دلیل استفراغ
- آسیب به دهان، که در آن قرار دادن مکرر انگشتان یا اشیا دیگر باعث پارگی مخاط دهان یا گلو می‌شود.

علامت راسل: پینه در مچ و پشت دست به دلیل ضربه مکرر به دندان‌های ثنا، پیرولیز یا فرسایش شدید مینای دندان، غدد بزاقی متورم (به عنوان مثال، در گردن، زیر خط فک)
گاستروپارزی یا تأخیر در تخلیه معده، یبوست یا اسهال، تاکی کاردی یا تپش قلب
افت فشار خون، زخم معده، ناباروری، نوسانات ثابت وزن معمول است، ممکن است افزایش سطح قند خون، کلسترول و آمیلاز وجود داشته باشد
ممکن است بعد از استفراغ کاهش قند خون رخ دهد
اینها برخی از علائمی است که نشان می‌دهد کسی دچار پرخوری عصبی است:
- تثبیت تعداد کالری مصرف شده
- تثبیت و آگاهی شدید از وزن فرد
- عزت نفس پایین و / یا آسیب رساندن به خود
- تمایل به خودکشی
- چرخه قاعدگی نامنظم در زنان
- مراجعه منظم به دستشویی، به خصوص کمی بعد از غذا خوردن
- افسردگی، اختلالات اضطرابی و اختلالات خواب
- وقایع مکرر مصرف مقدار غیرطبیعی زیاد غذا[۲۰]
- استفاده از ملین، داروهای ادرار آور و قرص‌های رژیم غذایی
- ورزش اجباری یا بیش از حد
- پوست، مو، ناخن و لب‌های ناسالم / خشک
- خستگی یا فرسودگی

مانند بسیاری از بیماری‌های روان‌پزشکی، ممکن است هذیان رخ دهد، همراه با سایر علائم و نشانه‌ها، فرد را دچار یک باور غلط می‌کند که به‌طور معمول توسط دیگران پذیرفته نیست. افراد مبتلا به پرخوری عصبی نیز ممکن است تا حدی ورزش کنند که آنها را از سایر فعالیت‌ها بازدارد.

## اختلالات مرتبط
افراد مبتلا به پرخوری عصبی بیشتر از افراد فاقد پرخوری عصبی دچار اختلال عاطفی مانند افسردگی یا اختلال اضطراب عمومی هستند. یک مطالعه نشان داد که ۷۰٪ افراد در برخی از دوره‌های زندگی خود دچار افسردگی بوده‌اند (در مقایسه با زنان بالغ در جمعیت عمومی ۲۶٪)، در کل اختلالات عاطفی به ۸۸٪ رسیده‌است. مطالعه دیگری توسط بیمارستان رویال کودکان در ملبورن بر روی گروهی از ۲۰۰۰ نوجوان به‌طور مشابه نشان داد که افرادی که حداقل دو معیار DSM-IV را برای پرخوری عصبی یا بی اشتهایی عصبی دارند، شش برابر افزایش خطر اضطراب و دو برابر خطر وابستگی به مواد دارند. برخی از افراد مبتلا به بی اشتهایی عصبی از طریق پاکسازی (از طریق ایجاد استفراغ یا مصرف ملین) به عنوان راهی برای حذف سریع مواد غذایی در سیستم خود، دوره‌هایی از تمایلات پرخوری را از خود نشان می‌دهند. ممکن است خطر ابتلا به دیابت نوع ۲ افزایش یابد. پرخوری همچنین به دلیل اسیدی که از طریق استفراغ مکرر ایجاد می‌شود باعث فرسایش دندان‌ها، عمدتاً در سطح خلفی دندان می‌شود، تأثیرات منفی دارد.

## علل

### بیولوژیکی
همانند بی اشتهایی عصبی، شواهدی از استعدادهای ژنتیکی در بروز این اختلال خوردن وجود دارد. نشان داده شده‌است که سطح غیرطبیعی بسیاری از هورمونها، به ویژه سروتونین، مسئول برخی از رفتارهای نامنظم غذا خوردن است. فاکتور نوروتروفیک مشتق شده از مغز (BDNF) به عنوان مکانیسم احتمالی مورد تحقیق است.
شواهدی وجود دارد که هورمون‌های جنسی ممکن است بر اشتها و غذا خوردن در زنان و شروع پرخوری عصبی تأثیر بگذارد. مطالعات نشان داده‌است که زنان مبتلا به هیپرآندروژنیسم و سندرم تخمدان پلی کیستیک، بی نظمی در اشتها دارند. این بی نظمی اشتها در زنان مبتلا به پرخوری عصبی نیز دیده می‌شود. علاوه بر این، مطالعات حذفی ژن بر روی موش‌ها نشان داده‌است که موش‌هایی که ژن رمز کننده گیرنده‌های استروژن دارند، به دلیل اختلال در عملکرد تخمدان و تنظیم نامناسب گیرنده‌های آندروژن، باروری کاهش یافته‌است. در انسان، شواهدی وجود دارد که نشان می‌دهد ارتباطی بین چندشکلی بودن ERβ (گیرنده استروژن β) و پرخوری وجود دارد، که نشان می‌دهد بین هورمون‌های جنسی و پرخوری عصبی رابطه وجود دارد.
رژیم غذایی، یک رفتار متداول در پرخوری، با سطح پایینتر تریپتوفان پلاسما همراه است. کاهش سطح تریپتوفان در مغز، و در نتیجه سنتز سروتونین، مانند تخلیه حاد تریپتوفان، باعث افزایش تمایلات پرخوری در افراد در همان لحظات و در طی چند ساعت بعد می‌شود.

### اجتماعی
تصاویر رسانه ای از شکل بدن «ایده‌آل» به‌طور گسترده‌ای عامل مؤثر در پرخوری قلمداد می‌شود. در مطالعه ای که توسط Weltzin , Hsu , Pollicle و Kaye در سال ۱۹۹۱ انجام شد، بیان شد که ۱۹٪ از پرخورها از رژیم غذایی کم استفاده می‌کنند، ۳۷٪ از پرخورها به‌طور متوسط یا مقدار طبیعی غذا می‌خورند و ۴۴٪ از افراد پرخوریپرخوری می‌کنند. در یک نظرسنجی از دختران دبیرستانی ۱۵ تا ۱۸ ساله در نادروگا، فیجی، میزان پاکسازی توسط فرد گزارش شده از ۰٪ در سال ۱۹۹۵ (چند هفته پس از معرفی تلویزیون در استان) به ۱۱٫۳٪ در ۱۹۹۸. رسیده بود به‌علاوه، میزان خودکشی در افراد مبتلا به پرخوری عصبی ۷٫۵ برابر بیشتر از جمعیت عمومی است.
مقادیر قابل توجهی از مقالات ارتباطی را بین سوءاستفاده جنسی و ایجاد پرخوری عصبی شناسایی کرده‌است. میزان حادثه گزارش شده از تماس جنسی ناخواسته در بین مبتلایان به پرخوری عصبی بیشتر از بی اشتهایی عصبی است.
هنگام کاوش در علت‌شناسی پرخوری عصبی از طریق یک دیدگاه فرهنگی اجتماعی، «درونی سازی هیکل لاغر ایده ال» به‌طور قابل توجهی مسئول است. درونی سازی هیکل لاغر ایده ال، میزان انطباق افراد با ایده‌آل‌های جذابیت اجتماعی است. مطالعات نشان داده‌است که علائم پرخاشگری زنان جوانی که مجلات مد را می‌خوانند بیشتر از زنانی است که این کار را نمی‌کنند. این بیشتر تأثیر رسانه بر احتمال ابتلا به این اختلال را نشان می‌دهد. افراد ابتدا آرمان‌ها را می‌پذیرند و «خریداری می‌کنند» و سپس سعی می‌کنند خود را متحول کنند تا آرمان‌های جذابیت اجتماعی را منعکس کنند. جی کوین تامپسون و اریک استیس ادعا می‌کنند که خانواده، همسالان و به وضوح رسانه‌ها ایده‌آل لاغر را تقویت می‌کنند، که ممکن است منجر به پذیرش و «خرید ایده‌آل لاغر» توسط یک فرد شود. به نوبه خود، تامپسون و استیس ادعا می‌کنند که اگر ایده‌آل لاغر پذیرفته شود، فرد می‌تواند از نظر فرم یا اندازه بدن احساس ناخوشایندی کند، زیرا ممکن است لزوماً نشان دهنده ایده‌آل لاغر جامعه نباشد؛ بنابراین، افرادی که از بدن خود احساس ناخوشایندی می‌کنند ممکن است از نارضایتی بدن رنج ببرند و یک انگیزه خاص برای لاغری ایجاد کنند. در نتیجه، تصور می‌شود که نارضایتی بدن همراه با انگیزه لاغری باعث ایجاد رژیم غذایی و اثرات منفی می‌شود که در نهایت می‌تواند منجر به علائم پرخوری مانند پاکسازی یا پرخوری شود. پرخوری منجر به انزجار از خود می‌شود که باعث پاکسازی برای جلوگیری از افزایش وزن می‌شود.

## تشخیص
شروع پرخوری عصبی غالباً در دوران بلوغ، بین ۱۳ تا ۲۰ سالگی است و بسیاری از موارد قبلاً از چاقی رنج برده‌اند، بسیاری از مبتلایان در بزرگسالی عود کرده و به پرخوری اپیزودیک و پاکسازی می‌رسند حتی پس از درمان موفقیت‌آمیز و بهبودی اولیه. شیوع مادام العمر ۰٫۵ و ۰٫۹ درصدی برای مبتلایان به بزرگسالان و نوجوانان، در میان جمعیت ایالات متحده آمریکا تخمین زده شده‌است. پرخوری عصبی ممکن است تا ۱٪ زنان جوان را تحت تأثیر قرار دهد و پس از ۱۰ سال تشخیص، نیمی به‌طور کامل بهبود می‌یابد، یک سوم تا حدی بهبود می‌یابد و ۱۰–۲۰٪ هنوز علائمی دارند.
نوجوانان مبتلا به پرخوری عصبی در مقایسه با همسالان خود احتمالاً دچار کمال گرایی و موضوعات مرتبط با اجبار در خوردن غذا هستند. این بدان معناست که انتظارات زیاد و اهداف غیرواقعی که این افراد برای خود تعیین می‌کنند بیشتر درونی است در مقایسه با دیدگاه‌ها یا انتظارات اجتماعی.

## معیارهای تشخیصی
در مقایسه با بی‌اشتهایی عصبی، تشخیص پرخوری عصبی ممکن است دشوار ترباشد، زیرا وزن در پرخوری متوسط یا کمی بالاتر از حد متوسط است. بسیاری از پرخورهای نیز ممکن است بدون رعایت کامل معیارهای تشخیصی پرخوری عصبی، دچار الگوی غذایی و ورزشی شوند. اخیراً، در کتابچه راهنمای تشخیصی و آماری اختلالات روانی تجدید نظر شده، که منجر به سست شدن معیارهای تشخیص پرخوری عصبی و بی اشتهایی عصبی می‌شود. معیارهای تشخیصی مورد استفاده توسط DSM-5 شامل دوره‌های تکراری پرخوری (یک حمله پرخوری است که در طی آن فرد احساس می‌کند خوردن از کنترل مصرف خارج است) که با اقدامات بیش از حد یا نامناسب برای جلوگیری از افزایش وزن جبران می‌شود. همچنین برای تشخیص لازم است که دوره‌های رفتارهای جبرانی و پرخوری حداقل یک بار در هفته و برای مدت زمان ثابت ۳ ماه اتفاق بیفتد. این تشخیص تنها در مواردی انجام می‌شود که رفتار بخشی از مجموعه علائم بی اشتهایی عصبی نباشد و هنگامی که این رفتار بیانگر تأکید بیش از حد بر توده بدنی یا شکل ظاهری باشد. غالباً پاکسازی یکی از ویژگی‌های معمول موارد شدیدتر پرخوری عصبی است.

## درمان
دو نوع درمان اصلی برای مبتلایان به پرخوری عصبی وجود دارد. درمان‌های دارویی و روانشناختی.

### رواندرمانی
چندین روش درمانی روانی-اجتماعی برای پرخوری وجود دارد.درمان شناختی رفتاری (CBT)، که شامل آموزش به فرد برای به چالش کشیدن افکار خودکار و انجام آزمایش‌های رفتاری (به عنوان مثال، در جلسه خوردن "غذاهای ممنوع") دارای مقدار کمی شواهد است که از استفاده از آن حمایت می‌کند.
با استفاده از CBT، افراد مقدار غذایی که می‌خورند و دوره‌های استفراغ با هدف شناسایی و جلوگیری از نوسانات عاطفی که به‌طور منظم باعث بروز دوره‌های پرخوری می‌شوند، را ثبت می‌کنند. بارکر (۲۰۰۳) اظهار داشت که تحقیقات نشان داده‌است که ۴۰ تا ۶۰٪ افرادی که از رفتار درمانی شناختی استفاده می‌کنند عاری از علائم هستند. وی اظهار داشت: برای اینکه درمان بتواند مؤثر واقع شود، همه طرفین باید با هم کار کنند تا استراتژی‌های مقابله را مورد بحث، ضبط و توسعه قرار دهند. بارکر (۲۰۰۳) ادعا می‌کند با آگاهی مردم از عملکرد خود، به فکر گزینه‌های دیگری خواهند بود. افرادی که تحت CBT قرار می‌گیرند و تغییرات رفتاری اولیه را نشان می‌دهند، در طولانی مدت به بهترین نتایج درمانی دست می‌یابند. محققان همچنین نتایج مثبتی را برای روان درمانی بین فردی و رفتار درمانی دیالکتیکی گزارش کرده‌اند.
اگرچه CBT مقرون به صرفه تر است و افراد مبتلا به BN در مراقبت از خود هدایت می‌شوند، درمان مبتنی بر خانواده (FBT) برای نوجوانان جوان که نیاز به حمایت و راهنمایی بیشتر خانواده خود دارند، مفیدتر خواهد بود. نوجوانان در مرحله ای هستند که مغز آنها کاملاً قابل انعطاف است و به تدریج رشد می‌کند. بنابراین، نوجوانان جوان مبتلا به BN کمتر متوجه عواقب مخرب بیماری پرخونی می‌شوند و انگیزه کمتری برای تغییر دارند، به همین دلیل FBT برای مداخله خانواده‌ها و حمایت از نوجوانان مفید خواهد بود. کار با بیماران BN و خانواده‌های آنها در FBT می‌تواند خانواده‌ها را با درگیر کردن آنها در انتخاب غذا و رفتارهای نوجوانان ، کنترل بیشتر اوضاع در ابتدای کار و به تدریج اجازه دهد نوجوان وقتی که عادات غذایی سالم تری را یاد بگیرند، استقلال بیشتری پیدا کند.

### درمان دارویی
داروهای ضد افسردگی در کلاس مهارکننده‌های جذب مجدد سروتونین (SSRI) ممکن است یک مزیت نسبی داشته باشند. فلوکستین توسط FDA برای درمان پرخوری تأیید شده، سایر داروهای ضد افسردگی مانند سرترالین نیز ممکن است در برابر پرخوری مؤثر باشد. توپیرامات نیز ممکن است مفید باشد اما عوارض جانبی بیشتری دارد. در مقایسه با دارونما، استفاده از یک ضد افسردگی منفرد مؤثر نشان داده شده‌است.
ترکیب دارو با مشاوره می‌تواند نتایج را در برخی شرایط بهبود بخشد. برخی از نتایج مثبت درمان می‌تواند شامل: پرهیز از پرخوری، کاهش رفتارهای وسواسی برای کاهش وزن و مشغله در شکل بدن، علائم روان‌پزشکی کمتر، تمایل به مقابله با اثرات پرخوری، و همچنین بهبود عملکرد اجتماعی و کاهش نرخ عود